# Nataša Zorić
Nataša Zorić (serbisch-kyrillisch Наташа Зорић; * 27. November 1989 in Osijek, Jugoslawien) ist eine ehemalige serbische Tennisspielerin.

## Karriere
Nataša Zorić, die am liebsten auf Sandplätzen spielte, begann im Alter von neun Jahren mit dem Tennis. Auf dem ITF Women’s Circuit gewann sie insgesamt vier Einzel- und zwölf Doppeltitel.
Auf der WTA Tour war ihr bestes Resultat das Erreichen des Doppelfinals bei den Gastein Ladies 2008, das sie an der Seite Sessil Karatantschewa gegen Andrea Hlaváčková/Lucie Hradecká mit 3:6 und 3:6 verlor. Nahm sie als Juniorin noch an einigen Grand-Slam-Turnieren teil, gelang ihr das als Profi nicht.
Außerdem wurde sie einmal für die serbische Fed-Cup-Mannschaft nominiert.
Zorić stand im Kader des TC Lorsch und spielte zwei Jahre in der Südstaffel der 2. Tennis-Bundesliga. 2007 belegte das Team am Ende der Spielzeit den vierten Platz, während es 2008 den letzten Platz belegte und abstieg.

## Turniersiege

### Einzel
| Nr. | Datum        | Turnier   | Kategorie   | Belag | Finalgegnerin        | Ergebnis       |
| --- | ------------ | --------- | ----------- | ----- | -------------------- | -------------- |
| 1.  | April 2006   | Hvar      | ITF $10.000 | Sand  | Dijana Stojić        | 6:2, 6:1       |
| 2.  | Mär/Apr 2007 | Dubrovnik | ITF $10.000 | Sand  | Berta Morata-Flaquer | 6:1, 3:6, 6:1  |
| 3.  | Oktober 2007 | Dubrovnik | ITF $10.000 | Sand  | Samantha Schoeffel   | 0:6, 7:65, 6:1 |
| 4.  | Juni 2009    | Budapest  | ITF $10.000 | Sand  | Virág Németh         | 4:6, 7:63, 6:4 |

### Doppel
| Nr. | Datum          | Turnier     | Kategorie   | Belag | Partnerin          | Finalgegnerinnen                           | Ergebnis          |
| --- | -------------- | ----------- | ----------- | ----- | ------------------ | ------------------------------------------ | ----------------- |
| 1.  | Juli 2005      | Palić       | ITF $10.000 | Sand  | Karolina Jovanović | Tatjana Ječmenica Anna-Maria Zubori        | 6:1, 6:4          |
| 2.  | Oktober 2005   | Herceg Novi | ITF $10.000 | Sand  | Vanja Ćorović      | Miljana Adanko Tina Obrež                  | 5:7, 6:4, 6:2     |
| 3.  | Mai 2006       | Budapest    | ITF $10.000 | Sand  | Antonia-Xenia Tout | Naomi Cavaday Georgie Gent                 | 6:1, 6:2          |
| 4.  | Oktober 2006   | Szeged      | ITF $10.000 | Sand  | Antonia-Xenia Tout | Talitha de Groot Lucie Makrlikova          | 6:3, 6:3          |
| 5.  | Mär/Apr 2007   | Dubrovnik   | ITF $10.000 | Sand  | Karolina Jovanović | Mirna Marinovic Jelena Stanivuk            | 5:1 Aufgabe       |
| 6.  | Juli 2007      | Prokuplje   | ITF $10.000 | Sand  | Neda Kozić         | Klaudia Boczová Katariina Tuohimaa         | 6:4, 7:5          |
| 7.  | September 2007 | Brčko       | ITF $10.000 | Sand  | Neda Kozić         | Katarína Poljaková Petra Šunić             | 6:3, 6:2          |
| 8.  | Oktober 2007   | Dubrovnik   | ITF $10.000 | Sand  | Miljana Adanko     | Emilie Bacquet Samantha Schoeffel          | 6:3, 6:3          |
| 9.  | Oktober 2007   | Dubrovnik   | ITF $10.000 | Sand  | Miljana Adanko     | Biljana Pawlowa-Dimitrova Soetkin Van Deun | kampflos          |
| 10. | April 2009     | Šibenik     | ITF $10.000 | Sand  | Teodora Mirčić     | Tina Obrež Mika Urbančič                   | 6:0, 6:3          |
| 11. | Mai 2010       | Wiesbaden   | ITF $10.000 | Sand  | Barbara Bonić      | Quirine Lemoine Marlot Meddens             | 6:2, 6:2          |
| 12. | September 2010 | Zagreb      | ITF $25.000 | Sand  | Mailen Auroux      | Ani Mijačika Ana Vrljić                    | 7:5, 5:7, [14:12] |